# Paul Claudel
Paul Claudel (Villeneuve-sur-Fère, 6. kolovoza 1868. – Pariz, 23. veljače 1955.) bio je francuski pjesnik, dramatičar i diplomat.
Kao veleposlanik u više je navrata boravio u Americi i Aziji.
Poznata su mu djela:
- Razdjelnica podneva (Partage de Midi, 1906.)
- Talac (L’Otage, 1911.)
- Satenska cipelica (Le Soulier de satin, 1929.)
- Navještenje Marijino (L’Annonce faite à Marie, 1912.)